# Cataratas de Agua Azul
Cascadas de Agua Azul (Spaans voor "Watervallen van Blauw Water") zijn een reeks watervallen in de Mexicaanse deelstaat Chiapas. Ze zijn ongeveer 70 kilometer verwijderd van de plaats Palenque over de Federale Weg 199.
De watervallen bestaan uit een serie kleinere watervallen die achter elkaar gelegen zijn en van plateauvormige rivierbeddingen afstromen. De grootste watervallen overbruggen een hoogteverschil van zo'n 6 meter. De naam "Agua Azul" refereert aan de blauwe kleur van het water, dat zeer helder blauw gekleurd is en een hoge mineralenconcentratie heeft.
De watervallen liggen op het gebied van de Tzeltal. De Tzeltal verdienden echter niets aan de watervallen en heffen daarom sinds 2006 tol bij de toegangsweg aan de passerende toeristen om er zo ook wat aan te kunnen verdienen.

## Galerij

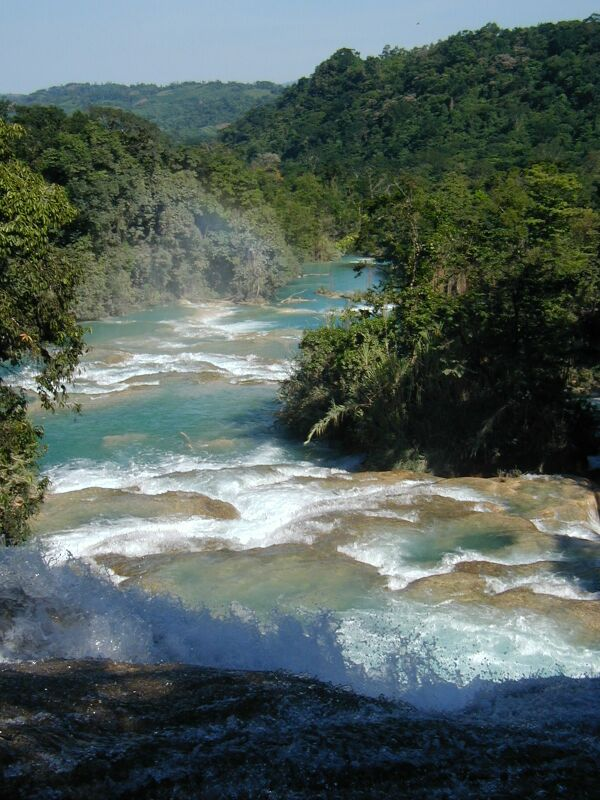
De reeks watervallen gezien vanaf de top
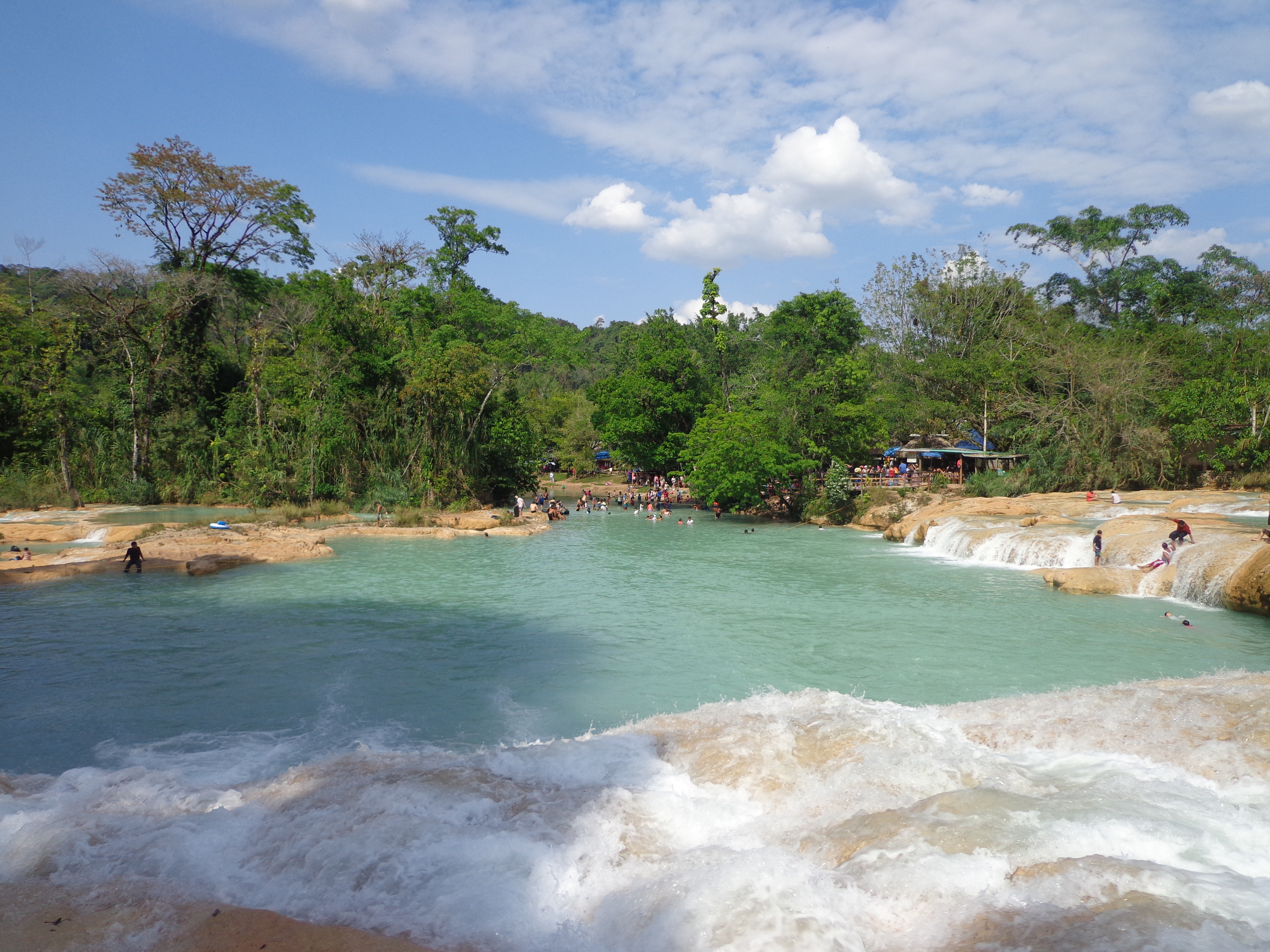